# Neivamyrmex harrisii
Neivamyrmex harrisii är en myrart som först beskrevs av Samuel Stehman Haldeman 1852.  Neivamyrmex harrisii ingår i släktet Neivamyrmex och familjen myror. Inga underarter finns listade i Catalogue of Life.

## Bildgalleri

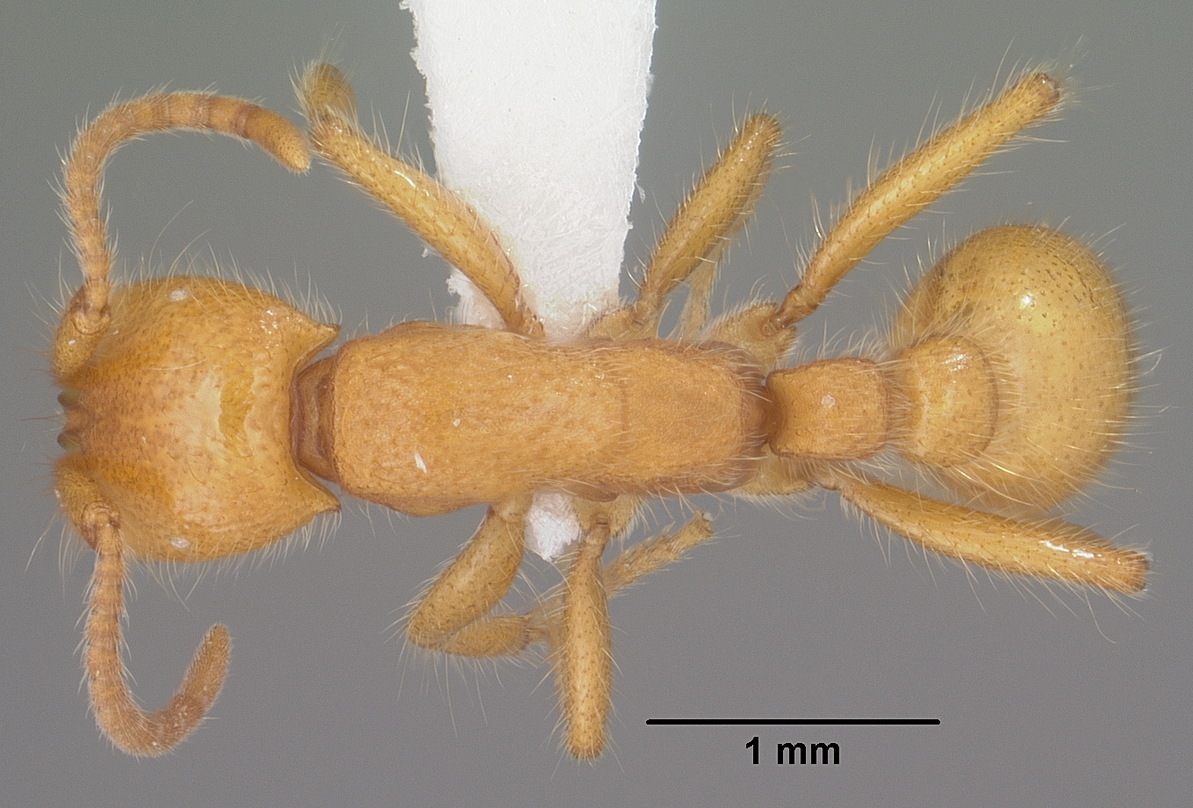
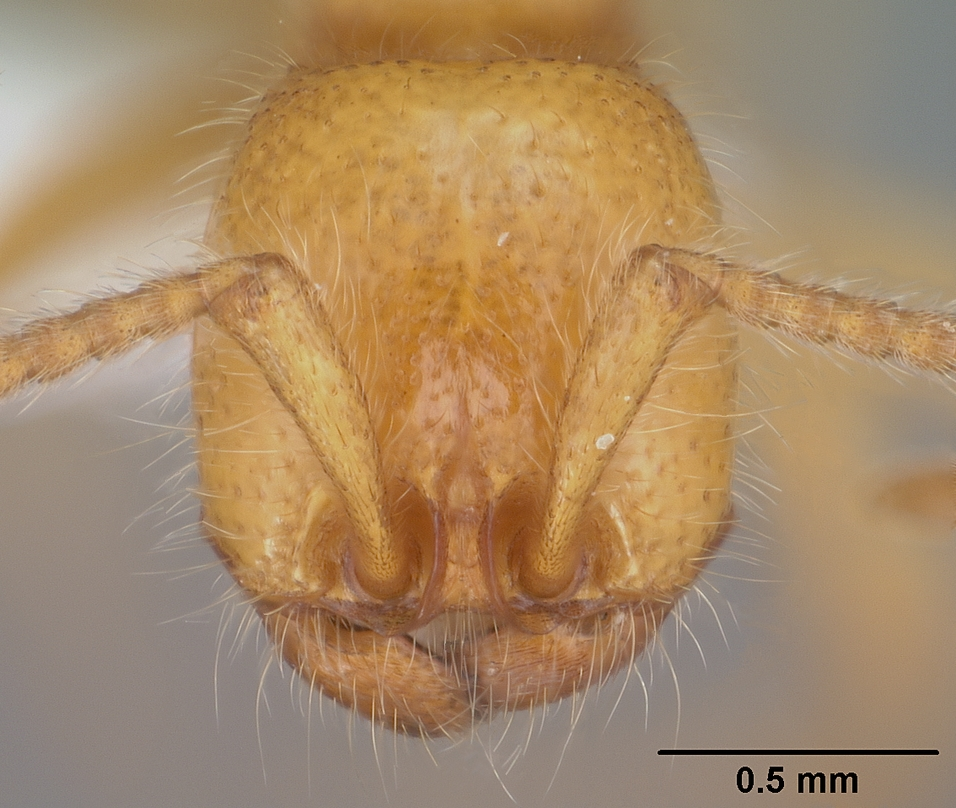
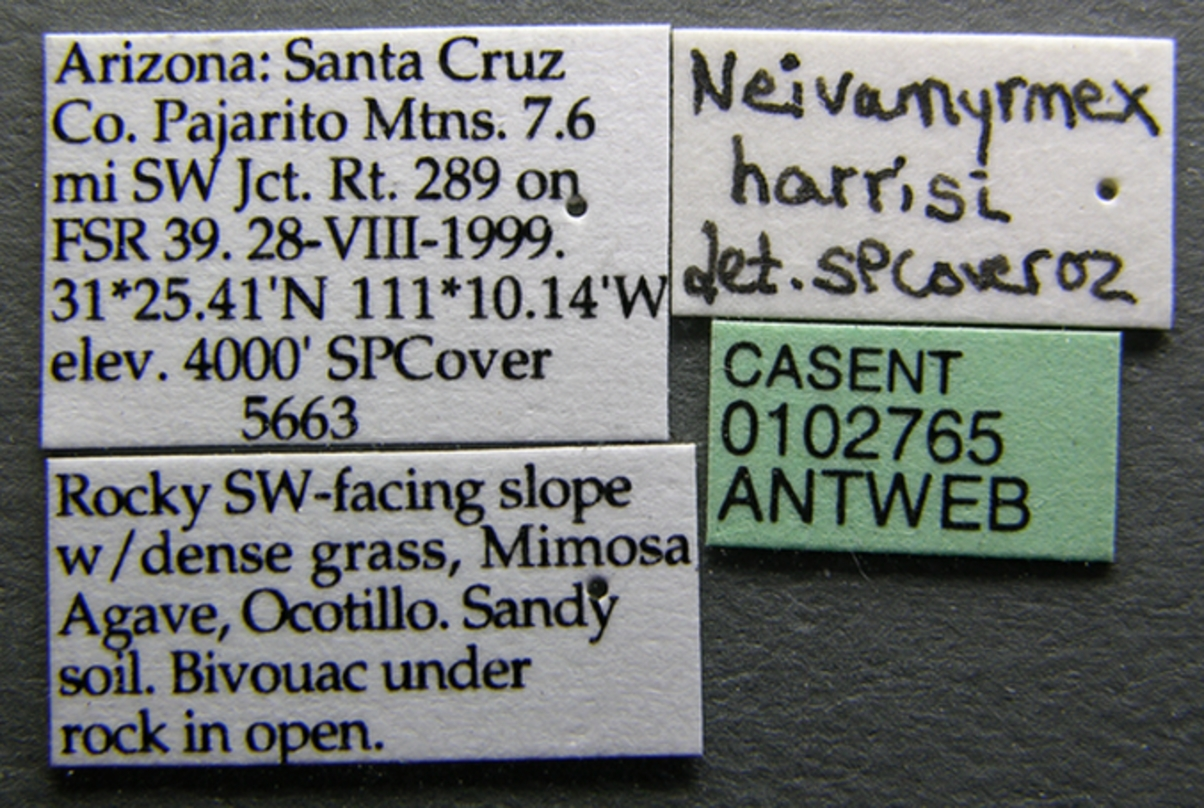
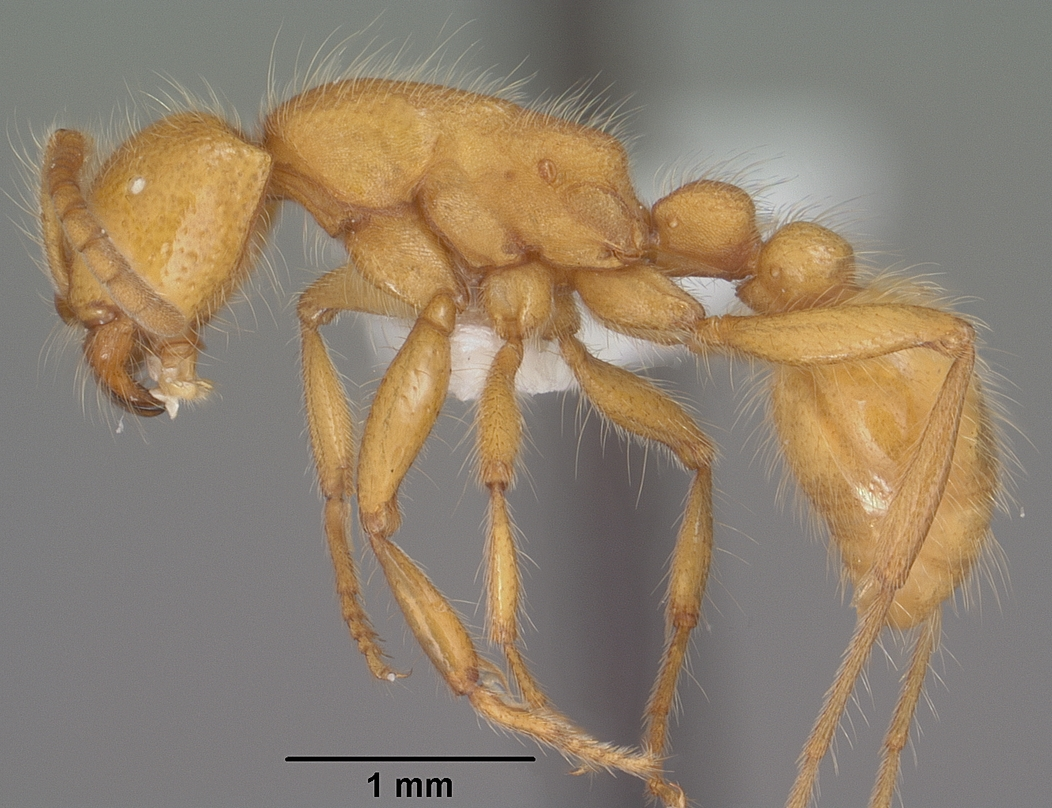